# MEWA Arena (Stade)
MEWA Arena est un stade de football de la ville de Mayence ouvert le 3 juillet 2011. Il accueille les matchs du 1. FSV Mayence 05.
Le stade fut inauguré le 3 juillet 2011 sous le nom Coface Arena et renommé en 2016 sous le nom Opel Arena. Il changera à nouveau de nom le 1er juillet 2021 : Mewa Arena.

## Historique
Pour pouvoir rivaliser économiquement avec les autres équipes allemandes, le 1. FSV Mayence 05 voulait construire un nouveau stade. La solution favorite du club était un terrain juste à côté du Stadion am Bruchweg utilisé jusqu'alors mais en raison des importantes obligations pour protéger les riverains pendant les travaux, le club ne pouvait financer un tel choix. Ces contraintes s'appliquaient aussi au choix de transformation du Stadion am Bruchweg.
Après que d'autres possibilités aient été évoquées, notamment celle d'un stade partagé avec le SV Wehen Wiesbaden, une solution a finalement été trouvée un peu à l'extérieur de la ville, dans le quartier de Mainz-Bretzenheim. Le nouveau stade devait offrir 35000 places.

## Chiffres
| Capacité totale                    | 34 034 places |
| Capacité assise pour les locaux    | 15 600 places |
| Capacité debout pour les locaux    | 11 650 places |
| Capacité assise pour les visiteurs | 1 100 places  |
| Capacité debout pour les visiteurs | 2 150 places  |
| Places en loges                    | 650 places    |
| Places business                    | 2 100 places  |
| Places pour handicapés             | 90 places     |
| Places pour la presse              | 160 places    |
| Vestiaire local                    | 340 m²        |
| Vestiaire visiteur                 | 190 m²        |

## Dénomination du stade
Coface Deutschland, filiale de la COFACE, avait acquis les droits de dénomination publicitaire en 2007 du futur stade. À l'issue de la saison 2015-2016, ses droits n'ont pas été prolongé et Opel s'est assuré de ceux-ci jusqu'en 2021. Ainsi depuis le 1er juillet 2016, l'enceinte se nomme „OPEL ARENA“.
Depuis le 1er juillet 2021 et jusqu'en 2026, le stade se nomme Mewa Arena.